# 1708 a tudományban
Az 1706. év a tudományban és a technikában.

## Orvostudomány
- Herman Boerhaave publikálta Európában az első élettani könyvet.

## Születések
- október 16. - Albrecht von Haller orvos, a neurológia megalapítója († 1777)
- október 22. - Frederic Louis Norden felfedező († 1742)

## Halálozások
- október 10. - David Gregory csillagász (* 1659)
- október 11. - Ehrenfried Walther von Tschirnhaus matematikus (* 1651)
- október 24. - Seki Takakazu matematikus (* kb 1640)
- december 28. - Joseph Pitton de Tournefort botanikus (* 1656)